# Schizobopyrina amakusaensis
Schizobopyrina amakusaensis är en kräftdjursart som först beskrevs av Sueo M. Shiino 1939.  Schizobopyrina amakusaensis ingår i släktet Schizobopyrina och familjen Bopyridae. Inga underarter finns listade i Catalogue of Life.